# Gnophos mediorhenana
Gnophos mediorhenana là một loài bướm đêm trong họ Geometridae.